# Đức Giang, Hoài Đức
Đức Giang là một xã thuộc huyện Hoài Đức, thành phố Hà Nội, Việt Nam. Xã Đức Giang nằm cách trung tâm thành phố Hà Nội 11 km.
- Xã gồm có 4 thôn: Lưu Xá, Cao Trung, Cao Hạ, Lũng Kinh.

## Địa giới hành chính
- Phía Bắc giáp thị trấn Trạm Trôi
- Phía Tây giáp xã Dương Liễu và xã Đức Thượng
- Phía Nam giáp xã Kim Chung, Sơn Đồng và một góc phía Tây Nam giáp các xã Yên Sở và Cát Quế
- Phía Đông giáp xã Kim Chung